# 模型航空機のプロペラ
模型航空機のプロペラ（もけいこうくうきのプロペラ）は、模型航空機（ここでは実際に飛行するもの）に付けられるプロペラである。模型航空機の多種類の原動機・機体仕様・飛行特性に合わせるために、きわめて多彩・広範囲な構造・設計に分化・特化している。

## プロペラ (air screw,propeller) の定義
翼型断面を持つ羽根を回転して、飛行速度より大きい速度を持つ後流を作り、その運動量の増加の反作用としてスラストを発生し、飛行機を推進する装置がプロペラである。
プロペラを回転させるためには発動機からトルクを加えなければならない。有効な仕事(率）すなわち（飛行速度）×（スラスト）を、加えたパワすなわち（トルク）×（回転数）で割ったものをプロペラ効率といい、よく設計されたプロペラは80%以上の効率を持つ。
（以下略：航空学辞典：木村秀政監修より）

## 「模型航空機のプロペラ」の定義
航空機を推進するプロペラのうち、各種の模型機の特性に合わせて、仕様・構造・設計などが特化したものを、ここで特に模型航空機のプロペラとして区分する。模型機は、実機に比較して使用する動力の種類が多く、その出力・回転速度・飛行速度もさまざまである。くわえて、実機よりも馬力荷重（重量/出力）や翼面荷重（重量/翼面積）が小さく、運動能力が高いので、プロペラが使用される飛行条件も広範囲である。このような条件に適合したプロペラは、実機用プロペラを離れてそれぞれに特化し、形や構造の種類や変化の幅はきわめて大きい。
なお、ここでプロペラ（推進器）とは軸の方向が大略飛行方向と同じで、機体を進行方向に推進するものを扱う。ヘリコプターやオートジャイロのローター（回転翼）は、これに対して軸の方向が垂直で、機体の重量を支える働きのものであり、ここでは扱わない。

## プロペラの仕様表示
プロペラは、次のような仕様（寸法や角度など）によって、それぞれの固有の形が示される。後述または別項で扱う、プロペラの選択、設計、調整などは、原動機の出力・回転数、機体の仕様、飛行状態（飛行速度や姿勢など）に合った、効率の高い仕様のプロペラを追求する作業である。

### プロペラの直径
プロペラの回転面の直径で、プロペラの大きさを代表する寸法である。
2翅プロペラの場合は、全体の長さがプロペラ直径に等しい。また、1枚のブレード（翅）の長さ（中心～先端）は、プロペラ半径に等しい。
プロペラ・ブレード（単体の翅）の各部を示す場合は、その場所を特定するために「中心から半径の何%」という示し方を行なう。

### プロペラのピッチ
プロペラは、後流や推力を発生するために、翅が回転面に対してプラス（上向き）の角度を持っている。この翅の角度、正確には回転面と翅の断面翼弦との角度を「翅角」または「ピッチ角」(blade angle, angle of pitch) という。
プロペラが1回転したとき、中心からrの距離にある翅の翅角 α に沿って進んだ距離、つまり（2πr × tan α）を当該プロペラの、当該位置（中心から r）のピッチという。
1枚のブレードで、r は中心（r ＝ 0）から先端までさまざまな位置の長さになるが、プロペラのピッチはおおむね一定である。そのために、r が小さい中心の近くは翅角 α が大きく、r が大きい先端では翅角αが小さい。
ブレードのそれぞれの位置 (r) のピッチが異なる場合、半径の2/3または70%または75%の位置のピッチを代表ピッチとして、当該プロペラのピッチとする。一般にこの位置の部分が、推力発生にもっとも貢献するからである。
ブレードの中心（0%）から先端（100%）までのピッチの変化を、「ピッチ分布」という。模型機のプロペラを自作する場合、一定のピッチを出発点とするが、風圧分布を細かく計算して無駄をなくした場合、あるパターンのピッチ分布に至る場合もある。「プロペラの設計」項で詳述する。

### 翅幅（ブレード幅）
翅の各場所の断面翼弦の長さを、その場所の翅幅、ブレード（翅）幅という。ピッチと同様に、代表寸法は半径の2/3または70%または75%の位置のブレード幅を使う。代表ブレード幅/プロペラ直径の値（%）によってブレードの太さを示す。
ブレードの中心（0%）から先端（100%）までのブレード幅の変化を、「ブレード幅分布」という。翼の場合、理想的な平面形は楕円であるが、プロペラにおいても理想的なブレード幅分布、つまり平面型があり、上記のピッチ分布とあわせて設計段階で検討・決定される。

### ピッチ比（ピッチ・レシオ）
（代表ピッチ/直径）を「ピッチ比」という。
プロペラの特性を評価する場合、重要な指標である。原動機（ゴム、エンジン）や、機種によって違いが大きい。「ピッチが大きい」、「高ピッチ」といわれる場合、ピッチの実長よりもピッチ比が大きいことをさす場合が多い。

### ブレードの断面翼型
プロペラは回転する翼であるから、使用条件に合った優秀な翼断面が使われなければならない。但し、翼弦長が使用機の主翼の数分の1と小さく、「構造」などで後述するように工作上の条件もあるので、必ずしも翼型性能だけで選択することは出来ない。

## 実機のプロペラとの対比

### 大きさと、その範囲
プロペラの大きさはその回転面の直径で代表される。もっとも多く使われている2翅プロペラの場合は、その全体の長さが直径になる。模型飛行機のプロペラの直径は、トイ級RC機の小型電動機に付ける3cmくらいのものから、大型ゴム動力機に使われる70cm以上のものまであり、20～30倍の違いがある。これに対して実機のプロペラの大小は、数倍程度の違いである。

### ブレード（翅）の枚数
プロペラのブレード（翅）の枚数は、少ないほどブレード同士の干渉が少ないので、プロペラ効率が高い。実用的には2翅プロペラが、製作も容易でバランスもとりやすく、模型機のプロペラでは大部分を占める。3翅以上は、製作が複雑で高価になるので模型用は少ないが、エンジン用の市販品もある。
理論的に最良である1翅プロペラは、振動が出やすいので使用は少ないが、小型のゴム動力模型機や、コントロール・ラインの速度機に使用例がある。振動問題さえ解決できれば、理論効率が高く、製作工数も少ない。
実機の場合、大馬力エンジンの出力は2翅では吸収できず、3翅、4翅、5翅、6翅、8翅など、大型機では多翅プロペラが一般的である。スケールモデルの場合、地上展示用としては実機と同じ多翅プロペラをつける場合があるが、実際の飛行は普通の2翅プロペラで行われる。

### 使用する原動機と、出力の範囲
模型飛行機の原動機は、内燃機関のほか、ゴム動力、電動モーター、CO2・圧縮空気エンジンなど多彩で、出力・回転数共に変化の幅は広い。大型の模型用内燃機関は数馬力に達するが、ゴム動力室内機は1/10000馬力くらいの出力で飛行しているから、出力の大小の幅は10万倍に達する。
実機の原動機は、内燃機関とガスタービンが使われ、出力の大小幅は、数馬力から数千馬力までの1000倍くらいである。

### 回転速度と、その範囲
模型用のプロペラの回転数は、速度競技用の内燃エンジンのように1分間に40000回転以上（1秒間に670回転）するものから、ゴム動力室内機のように1秒間に一回りしないものまでがある。つまり、回転数の大小の幅は1000倍近い。
実機の場合は、おおむね1000～3000回/分程度で、大小の幅は多めに見ても数倍の範囲に過ぎない。

### 先端速度
プロペラの先端速度が音速になると、空気の圧縮性の問題（いわゆる「音の壁」）が発生して、性能が低下する。実機の世界では、大馬力エンジンが出現したプロペラ機の近代化時代（1930年代）になると、プロペラの先端速度が音速に達し、先端速度を押さえるために減速機によってエンジンの回転数を落として駆動している。
模型機の場合、プロペラ直径が小さく（前述）、きわめて高回転の場合しか問題にならない。ゴム動力機のプロペラ回転数は実機より低く、従前の模型エンジンは実機より数倍の高回転であったが、プロペラ直径が実機の1/10以下であったので、共に問題にならなかった。
しかしながら、近年の模型の先端的なエンジンでは、40000回転以上で高出力を発揮し、機体の飛行速度も100m/秒に近づいた。このときのプロペラの直径を140mm（5.5インチ）とすると、先端速度は310m/秒くらいになり、音速に近づいている。

## 模型機のプロペラの構造

### 硬木の削りだし
模型機のプロペラは、歴史的には実機と同様に硬木より削り出したものがはじめに使われた。使用する原動機の回転数が高いほど、硬い木が使われる。昔のライトプレーンの市販プロペラはホウ材で、エンジン機市販プロペラにはホウ材とサクラ材（ホウより硬い）が使われた。

### バルサ材の導入
1930年ころ、バルサ材が使われるようになると、軽くて工作が容易なため、ゴム動力機のプロペラはバルサ製が多くなった。1950年代までの日本では、バルサの代替品としてキリ材のプロペラも使われた。

### 曲げた薄板と成型合板
ゴム動力機では、削りだす手間を省くために、薄板を型にあわせて蒸し曲げする工法も使われている。また、2～3枚の薄板を型の上で張り合わせて、成型合板にしたブレードもあり、一枚の板を曲げた構造よりも戻りにくく狂うことが少ない。

### 組み立て構造
室内機では極限まで軽量化するために、バルサ角材でライトプレーンの片面翼のような構造のブレード（翅）骨組みを、捩れた定板の上で組み立て、フィルムや紙を張ったプロペラも使われている。

### プラスティックのプロペラ
1950年代になると、プラスティック材を金型に射出したプロペラが市販された。生産性が高く、折れにくいために、エンジン機や小型ゴム動力機の分野では、在来の木製プロペラが駆逐されていった。

### 繊維で補強したプラスティック・プロペラ
さらに1960年代以降、エンジンの高速・高出力化に伴い、プラスティックをグラス・ファイバーやカーボン・ファイバーで補強したプロペラが出現した。汎用エンジンの使用回転数は10000回転/分強であるが、速度や滞空などの競技に使われる高出力エンジンは、2倍以上の回転数や出力のために、プラスティックだけでは遠心力に耐えられず、翅がちぎれる可能性があったためである。

### 金属プロペラは禁止
薄くて正確な形を保ち、強度と性能を両立させるためには、実機のような金属製のプロペラが優秀であるが、模型航空の世界では回転中に生じる事故の重大性から、その使用を禁止している。

## 市販プロペラとその選択
プロペラは、エンジンなどの出力を無駄なく推進力に変換するための重要部品であり、その良否は機体の性能に対して重大な影響を及ぼす。模型機の性能向上のためには、原動機の高出力化が追求されてきたが、プロペラの効率が低ければその効果はなくなる。
プロペラそのものが、高性能な外形に正確に作られていたとしても、その寸法などの仕様が原動機の出力特性と合っていない場合は、十分な推進力は発揮されない。

### エンジン用プロペラ
内燃エンジンなど、各種の市販原動機を使う場合は、それぞれの出力特性が定まっているから、それに合わせた適当な仕様のプロペラが市販されている。これらは、（直径×ピッチ）の呼び寸法が付いているので、エンジンなどに合わせて選択・購入できる。模型エンジンの初期の発達国は米・英であったので、呼び寸法はインチ制で始まり、現在もその習慣が残っている。

### ゴム動力用プロペラ
ゴム動力の場合は、動力ゴム束の太さ（断面積）によってトルクが増減し、機体の仕様や設計方針によってそのトルクのときの回転数が選択される。従って、機体や動力の条件によって個別的にプロペラの仕様を選択する必要があり、中型以上の上級競技機においては、プロペラは個別に設計して、自作することが原則になっている。

### ゴム動力機用の市販プラスティック製プロペラ
ライトプレーンのような簡単な小型機はキットが中心であり、その予備部品としてのプロペラも各種呼び寸法のものが市販されている。機体を自作する場合も、この市販プロペラを利用することが出来る。日本のライトプレーンの起源は戦前にさかのぼり、ホウ材の機械削りのプロペラが当時より市販されていた。現在は、プラスティックの射出整形品である。呼び寸法は、当初は「寸」であったので、寸法の間隔などに当時の習慣が残っている。

### 市販プロペラの加工と改造
市販のプロペラを使用するモデラーのうち、設計能力があるような上級者は、市販品を加工・改造する場合もある。市販品のブレードを、より薄く正確に削り、バランスをとり、滑らかに仕上げ、必要に応じて塗装すれば、ストックの状態よりもはるかに高性能を発揮する。さらに、ゴム動力用プロペラの場合はブレードが薄くて柔軟性があるため、加熱などによって捻じってピッチを増減することが出来る。
このような改造によって、市販品を利用して自分で設計して削った場合に近い、機体との相性の良いプロペラを手軽に作ることが出来る。競技種目によっては、このようなこと出来ない初心者が不利にならないように、改造行為の一部を規定で禁止しているものもある。

## 模型機用プロペラの自作
プロペラは翼の一種といえるが、翼断面に当たる気流の向きがプロペラの回転と機体の進行との合成であり、翼断面もそれに対応してねじれているので、分析や工作は複雑である。それ故に、模型航空活動においてはプロペラをマスターすることが、中級技能検定のような関門と位置づけられている。

### 翼とプロペラの違い
通常の翼は基本的には平面であり、平らな定板を使って製作することが出来る。プロペラ・ブレードは同様に「翼」ではあるが、場所によってブレードのピッチ角（「プロペラの仕様」参照）が異なり捩れているために、この方法は使えない。室内機の組み立て式プロペラでは、ピッチ角通りに捩れたジグ（定板）の上で作るが、プロペラの仕様（ピッチ角分布）が異なるごとにジグを作らなければならないので、その都度ジグを作る必要があり、一般的には手間がかかりすぎる方法である。

### プロペラ・ブロック（削りだすための粗材）
模型機のプロペラは一定の形のブロック（型取りした粗材、数種類の形がある）をつくり、その外形を利用して削りだす方法がとられる。

### 一定ピッチ型プロペラ・ブロック
一定の厚さの板を、高さがプロペラ半径になる二等辺三角形あるいはパイ型の平面型に切り出した形のブロックがある。この形のブロックを、頂角を中心に螺旋階段状に積み上げた場合、外周を登っても、中心近くを登っても一回りで同じ高さに到達する。階段を削って螺旋型の斜面にしても同様である。
つまり、このようなブロックの中心から先端までのすべての断面の対角線が、ピッチが一定になるようなピッチ角になっている。この対角線を規準線として翼断面を削り出せば、自然に一定ピッチのプロペラ・ブレードになる。このようなプロペラ・ブロックを「一定ピッチ型」、「Xタイプ」、「ビルグリ（人名）型」などと呼ぶ。
このように、プロペラ・ブロックは、複雑なピッチ角分布を簡単に削りだせるような形をした、多面体の粗材である。
ピッチ距離の大きさは、ブロックの半径（三角形の高さ）と先端の幅（底辺の長さ）と厚さで決まる。直交する座標軸の縦軸に（ピッチ/2π＝ピッチ×0.159）の長さを取り、横軸に当該ブレード断面の半径の長さを取ると、両点を結ぶ線が当該位置のピッチ角になる。ピッチ角を示す線を対角線とする長方形は、当該位置のブロックの断面形となる。一般に、一定ピッチ型プロペラブロックは、平面形が三角形で厚さが一定の板であるから、上述の長方形の高さを先に決めてその場所の幅を求める。
上記の図の長方形断面の高さは、ブレード断面翼型の基準面を示すものであり、実際はその上に厚さのある翼断面が乗る。従って、ブロックの寸法としての高さ（板の厚さ）は、翼断面の厚さに相当する分だけ大きくする。一定の厚さの板で一定ピッチ型プロペラブロックを作ると、平面形は背の高い三角形になり、中心（三角形の頂点）をつなぐとX字型の平面になる。

### マクスエル型プロペラ・ブロック
一定ピッチ型に対置されたブロック形式として、かつては「マクスエル（人名）型」が広く使われていた。このブロックの平面形は長方形と三角形を中央でつないだ、野球のホームベース型である。プロペラ・ブレードの中心は三角形の頂点である。横から見た厚さは、中央（三角形と長方形の継ぎ目）が、両端の2倍になっている。このブロックも単純な形と寸法比率であり、断面の対角線を基準に削れば、次のような一定でないピッチ分布のプロペラが作れる。
マクスエル型プロペラのピッチは、ブレードの中央（三角形と長方形の継ぎ目：50%）と先端（100%）を1.0とすると、75%位置（長方形部分の中央）が1.125、中心（三角形部分の頂点：0%）が0.5になる。このようなピッチ分布は、まずブレード全体で一番効く75%部分（プロペラの仕様表示の 2）プロペラのピッチ を参照）のピッチを強くして、効率の低い中央部のピッチを低くしたことによる。
実機や、昔の模型機は、太い胴体がプロペラの直後に付いていたから、これに重なる部分はピッチを低くして後流の速度を遅くしたほうが抵抗は減り、機体全体をトータルすればプロペラの推進力は大きくなると考えられていた。
任意のピッチのマクスエル式ブロックを作る場合、前項に述べたピッチ角作図グラフを使って半径50%部分（平面の三角形と長方形の継ぎ目）のピッチ角を求める。このブロックは、ブロックの幅と最大ブレード幅が大略同じになるので、目的のブレード幅を基準にブロック幅を定め、それに対応するブロックの厚さを求める。
ブレードの先端（100%位置）部分のブロック断面寸法は、上述の50%部分と同じ幅で、厚さが1/2の長方形になる。ブレードの中心（0%位置）は、幅がゼロ（内側平面の三角形
の頂点）で、厚さは50%部分の1/2である。

### 任意のピッチ分布のプロペラ・ブロック
プロペラ・ブレードの風圧分布を計算して、ピッチ分布を、ブレード幅分布と一緒に決めると、理想的な高効率を発揮するプロペラができる。難しく手間のかかる計算であるが、トップクラスのモデラーはそれを行い、最高性能を追求している。
このようなプロペラは、設計によってブレードの場所毎（たとえば、半径の10%おきの断面）にピッチ（またはピッチ角）とブレード幅が指定される。それに従って、前述のグラフまたは計算によって各位置のブロック断面となる長方形の縦横寸法が求められる。ブロックの外形は、この長方形断面を基準軸に10%間隔で串刺しにして、その角の頂点を曲線で結んだ形になる。
一般化されたプロペラ・ブロックはこの方式であって、一定ピッチ型やマクスエル型はこれを抽象・簡略化した形式といえる。用途や工法に応じて、これらのブロック形式を折衷・混合した変形ブロックも考案されている。

## 模型機プロペラの特殊機能とメカニズム
模型機は実機と飛び方が違うので、特殊なニーズがあり、そのプロペラには実機に無い特殊な機能とそのための機構を持つものがある。

### 模型飛行機のプロペラの役割の変遷
模型航空史の上で、最初に普及した機種はフリー・フライトのゴム動力機であり、滞空競技と距離競技が行なわれた。草創期の機体は硬木や針金で作られ重たかったから、低空の動力飛行しか出来なかった。この時代のプロペラの大きさはスパンの25%程度で、概ね飛行の最後まで駆動されていた。
1930年頃、軽量なバルサ材が導入され高高度上昇が可能になると、動力飛行が終わった後に滑空飛行に移り、それによって滞空時間を稼ぐ飛行法が有利となった。以降、模型機は動力飛行と滑空飛行という2つの飛行モードを持つようになった。プロペラは、動力の強化と効率の向上のために大型化して、直径がスパンの50%を越すようになり、滑空飛行中は大きな抵抗になった。

### 空転式プロペラ
推力を出さなくなった滑空中のプロペラの有害抗力を減らすための方法として、最初に「空転プロペラ」が出現した。これは、プロペラをその駆動軸に固定せず、自転車のラチェットの様に駆動しているときだけ引っかかる歯止め（クラッチ）によって駆動する方式である。動力ゴムが戻りきり、駆動軸が停止すると、プロペラは風車になり駆動軸を追い越して空転する。空転することによって停止状態よりも風当たりが弱くなり、空気抵抗は減少する。
空転プロペラは、後述する折りたたみプロペラよりも構造が簡単で構造重量の増加も少ないので、現在でも小型の初級機を中心に使い続けられている。また、より抵抗の少ない折りたたみプロペラが出現してからも、しばらくはトップエンドの競技でも軽量さと確実性の利点によって共存している。ちなみに、1939年の世界選手権優勝機（D.コルダ：米）は折りたたみプロペラであったが、第2次世界大戦後に再開された世界選手権では、1949年、50年、51年を北欧国の空転プロペラ装備機が連取している。

### 折りたたみ式プロペラ
プロペラは空転しても大きな正面積を曝しているので大きな抵抗になり、特にピッチ比の小さいプロペラの場合は固定状態に比べて大差がなかった。プロペラ・ブレードを後方に折りたたみ、気流に平行にして正面積を激減させる「折りたたみプロペラ」が抜本的に有効である。折りたたみ式の効果は自明であり1930年代から試みられていたが、メカニズムの開発途上においては重く、狂いやすく、プロペラとしての性能が低下した。そのために、競技の実戦では軽量・確実な空転式プロペラに負けることがあった。
折りたたみ式プロペラの構造は、プロペラ・ブレードを中心近くにヒンジ（蝶番）をつけて、後方に90度折りたためるようにしたものである。初期には、固定式・空転式と同様にプロペラ・ブレードを一木（いちぼく）つくりで削り、その中心部後方に真鍮板で作ったヒンジを貼り付け、ヒンジの軸になる針金を外側に延長してブレードの根元に固定して、最後にヒンジ軸のところからプロペラ木部を切断するという方式が採られた。
初期トラブルとして、ヒンジのガタつき誤差が大きく、ピッチが狂ったり、両方のブレードがまっすぐにならなくて振動を起こしたり、プロペラ本来の機能や推進効率を阻害した。
初期の折りたたみプロペラでは従来の固定プロペラの工法が踏襲され、一木つくりで全体を一体に仕上げることが、プロペラの精度やバランスを担保する方法と考えられてきた。折りたたみプロペラが普及した1950年代後半になると、両ブレードと、中心のヒンジの付いたプロペラハブが、独立した3部品と考えられるようになり、別々に製作されるようになった。プロペラの精度とバランスは、ブレードをハブに取り付け一体化する工程の組み立てジグによって担保されるようになった。

### プロペラ・ハブ（中央部）とヒンジの進化
プロペ全体が一体ではなく、ハブがブレードと別の部品であるならば、中央部のヒンジつきのハブはブレードと一体の木製でなくてもよい。その結果、ハブはより丈夫で正確な金属製のもの2種類に変わった。一つは軽金属の長さ数十mm角材の両端に回転方向にヒンジの軸穴、中央に進行方向にプロペラ駆動軸の穴を開けたものである。他は、プロペラ駆動軸（直径2mm程度の鋼鉄線）を曲げて、それに略同寸法のヒンジ軸用の鋼鉄線をはんだ付けしたもので、ヒンジの軸穴はブレード基部に接着された金属パイプである。
これらの工法は、金属加工、鋼鉄線のはんだ付け、金属接着剤、ジグによる組み立てなど、一木つくり時代に比べて多種・高度の技術を利用している。

### アウトリガー・プロペラ
鋼鉄線のハブには、ヒンジの軸となる針金の基部をハブの中心より外側に延長して、ヒンジの位置を胴体よりもはるかに外側にした新形式も出現した。この形式は、回転するプロペラ・ハブのヒンジ部が長い（中心から20～40%）1本の鋼鉄線になり、ブレード面はその外側だけになる。これを「アウトリガー・プロペラ」と呼び、ブレードの中心に近い不要部・低効率部の除去によって効率が向上するとされる。また、折りたたんだときに胴体にくっつかず、独立して気流に当たるために干渉抵抗がなくなるとされる。

### 一木つくりプロペラの欠点
上述の分離式工法の普及に平行して、一木つくりの欠点が明らかにされた。プロペラはバルサの太い角材または厚板から削り出すが、この原木の断面には同心円状の木目の一部が、一般的には斜めに走っている。一木つくりのプロペラの両ブレードのピッチ角は互いに逆方向であるから、両方のブレードの翼断面の木目に対する角度は異なる。そのために、仕上がり重量やねじれ剛性などに差を生じ、プロペラのバランスが悪くなる。
以降、一木で作られていた固定・空転プロペラの場合も、両ブレードを別々に、原木の木目に対して同じ向きに切り出し、中央で接合する工法となった。

### 最新のゴム動力機の精密構造のプロペラ・ハブ
現在（2009年）の最高水準の競技用プロペラのハブ・ヒンジ部は、機械時計のような精密な機械加工品で、後述するような多種の機能を持っている。1988年にFAIスポーティング・コードからBOM条項（自作規定、自分で製作した機体で競技に出場すること）が削除され、精密な市販品を利用できるようになったためでもある。

### ゴム動力の自動可変ピッチプロペラ
動力ゴムのトルクは4倍以上変動する。ゴム動力はエンジンと違って回転数の上限は無く、トルクが上がればそれに応じてプロペラの回転数を上げるから、回転数は通常の2倍以上になり、機体はその推進速度に追随できず、プロペラの効率は低下する。
この過回転を抑えるために、プロペラの仕様を高トルクのときだけ変化させて、プロペラ回転の負荷を増やすことが計画された。これが自動可変ピッチプロペラである。
プロペラ駆動軸とプロペラを直接に結合せずに、間に適当な強さの捻じれバネを入れると、駆動トルクが強いときはこのばねが縮み、回転面で見たブレードの角度はトルクが弱いとき（捻じれバネが縮まないとき）よりも回転方向より遅れ、後方にずれる。この「ずれ」を利用してブレードのピッチ角を増やすならば、トルクの強いときにはピッチが大きくなる自動可変ピッチプロペラになる。ブレードを回転軸で取り付けてピッチ角を変更できるようにして、それにホーンをつければ、この操作ができる。
現在、世界選手権などのレベルの高い競技会に参加するゴム動力機の多くが、この方式の可変ピッチ機構を装備している。
室内機では、ブレードの自然の捻じれを利用して、自動可変ピッチの効果を得ていた。室内機のプロペラは組み立て式で、主桁によって駆動軸に取り付けられている。通常は主桁をブレードの翼断面の風圧中心位置（前縁から30%くらい）に取り付けるが、これをより後方につりつけた場合、強トルクによってブレードの揚力（推力）が増えた場合は、主桁より前方に力がかかり、ブレードは捻じられてピッチ角は増える。
このようなブレードそのものの弾性を利用した可変ピッチプロペラは、構造が簡単で軽量であるが、ブレードや桁材などの構造木材の弾性を利用しているので、正確な作動を管理することが難しい。そのため、室内機においても鋼鉄線のねじりバネを使う方法も利用されている。

### 自動可変ダイヤプロペラ
可変ピッチプロペラの場合と同様にプロペラ駆動軸と、プロペラ・ハブの間に捻じりバネを入れて、トルクの強いときに回転方向のずれを作り、この動きによってブレードを捻じる代わりに外側にせり出させれば、可変ダイヤプロペラになる。ブレードをパンタグラフ機構に取り付け、上記の回転方向のずれによって動かせば、トルクの強いときにブレードを外側に押し出すことが出来る。ブレードをまっすぐ外側に押し出すと、内側の、よりピッチ角の大きい部分が外側に移動するから、ブレードの各部分のピッチはそれぞれ少しずつ増え、現実には「可変ダイヤ・ピッチ・プロペラ」になる。
プロペラの負荷を増やす手段としては、直径・ピッチ共に増やすと効果が大きい。加えて、可変ピッチプロペラに比べるとブレードの迎え角の変化が少ないので、理論的には可変ピッチプロペラよりもさらに有効な機構と考えられる。